# Joseph Lépine (peintre)
Pour les articles homonymes, voir Joseph Lépine et Lépine.
Joseph Lépine (né le 23 août 1867 à Rochefort-sur-Mer et décédé le 23 juillet 1943 à Paris) est un peintre français postimpressionniste.

## Biographie

### Jeunesse et éducation

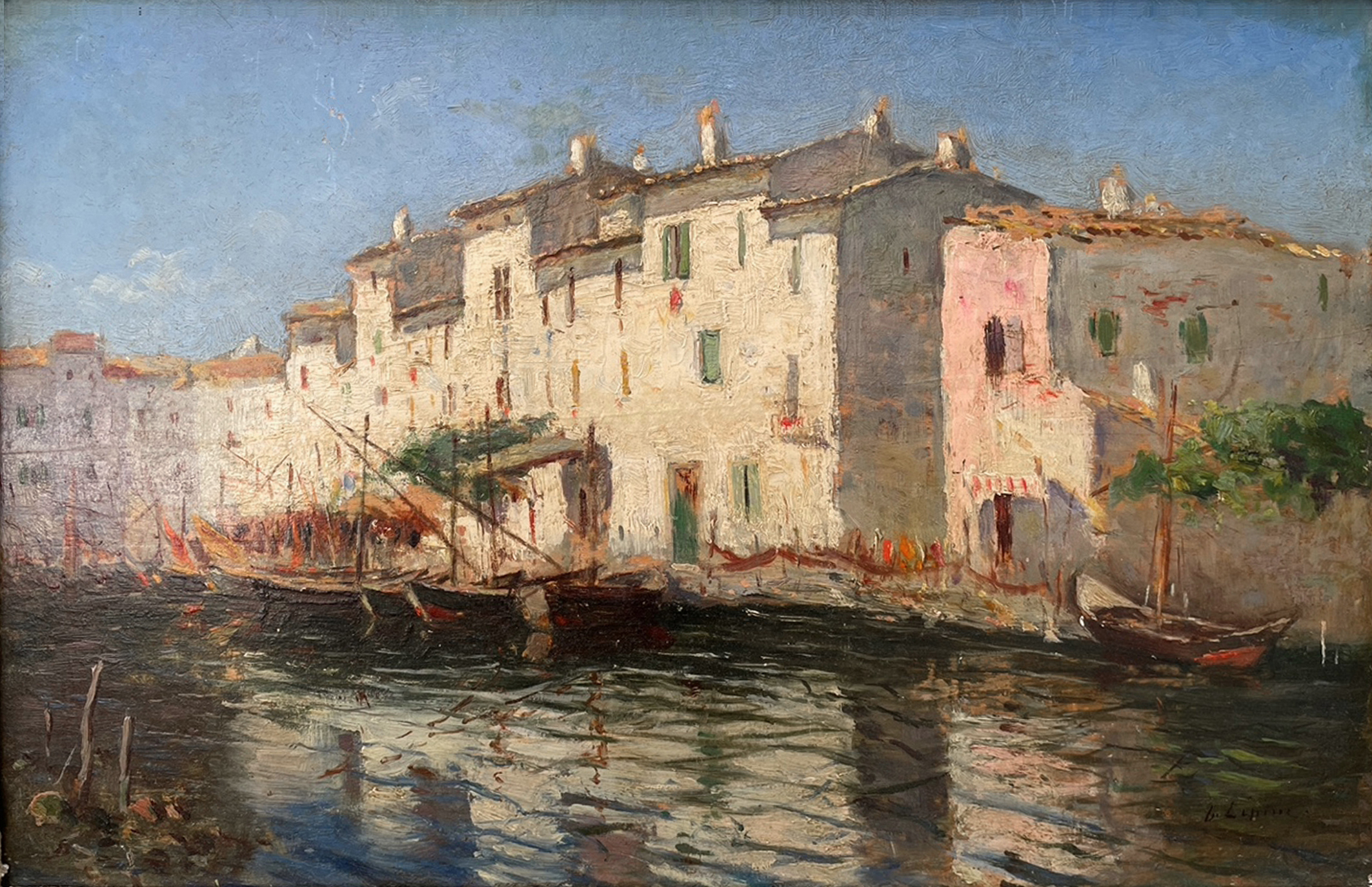
Port de Martigues (vers 1894), collection privée.

Joseph Lépine n'a que 17 ans à la mort de son père ; sa mère rejoint alors sa ville d'origine, et il passe son baccalauréat à Bordeaux, où il fait aussi ses études de droits. Il cherche ensuite sa voie, et trace ses premières esquisses en 1892, à vingt-cinq ans, avant de s’engager dans la peinture auprès de Louis Cabié, disciple bordelais de l'École de Barbizon. Ses premiers tableaux, datés de 1894, sont des paysages de Martigues et de la Provence ; un premier envoi est accepté dès l'année suivante au Salon de la Société des Amis des Arts de Bordeaux. 
Cabié, très réticent à l'évolution de la peinture de son temps, déconseilla fortement à Lépine son départ à Paris ; c'est à Jean-Gabriel Lemoine, le Conservateur du Musée de Bordeaux, que Joseph Lépine avait fait confidence du mot de Louis Cabié souvent répété par la suite : « Mon petit, tu es perdu si tu te mets à suivre ces bonshommes de Paris ! » Mais Joseph Lépine n'a pas écouté Cabié : il monte à Paris dès 1897, et fait son entrée dans l’atelier de Gustave Courtois et dans celui de Louis-Auguste Girardot, deux élèves de Gérôme, probablement en même temps qu’à l'Académie Julian comme élève libre ; le Musée de Bordeaux possède une vingtaine de planches de ses Académies, quelques-unes sont datées de 1898. Deux de ses premières œuvres sont acceptées au Salon de la Nationale des Beaux-Arts en 1897 et 1898. Lépine se déclare « élève de MM. Cabié, Courtois et Girardot » à partir de 1900.
L’année 1899 marque un tournant pour la famille Lépine brutalement ruinée. Joseph Lépine vient d'effectuer un voyage à Venise, dont il ramène quelques toiles exposées en 1901 et 1902 ; en 1901 il devient Membre associé de la Société Nationale des Beaux-Arts. Puis le 26 août 1904, Marie-Madeleine, la sœur cadette de Joseph, meurt subitement à l'âge de 35 ans.

### Adhésion aux Indépendants

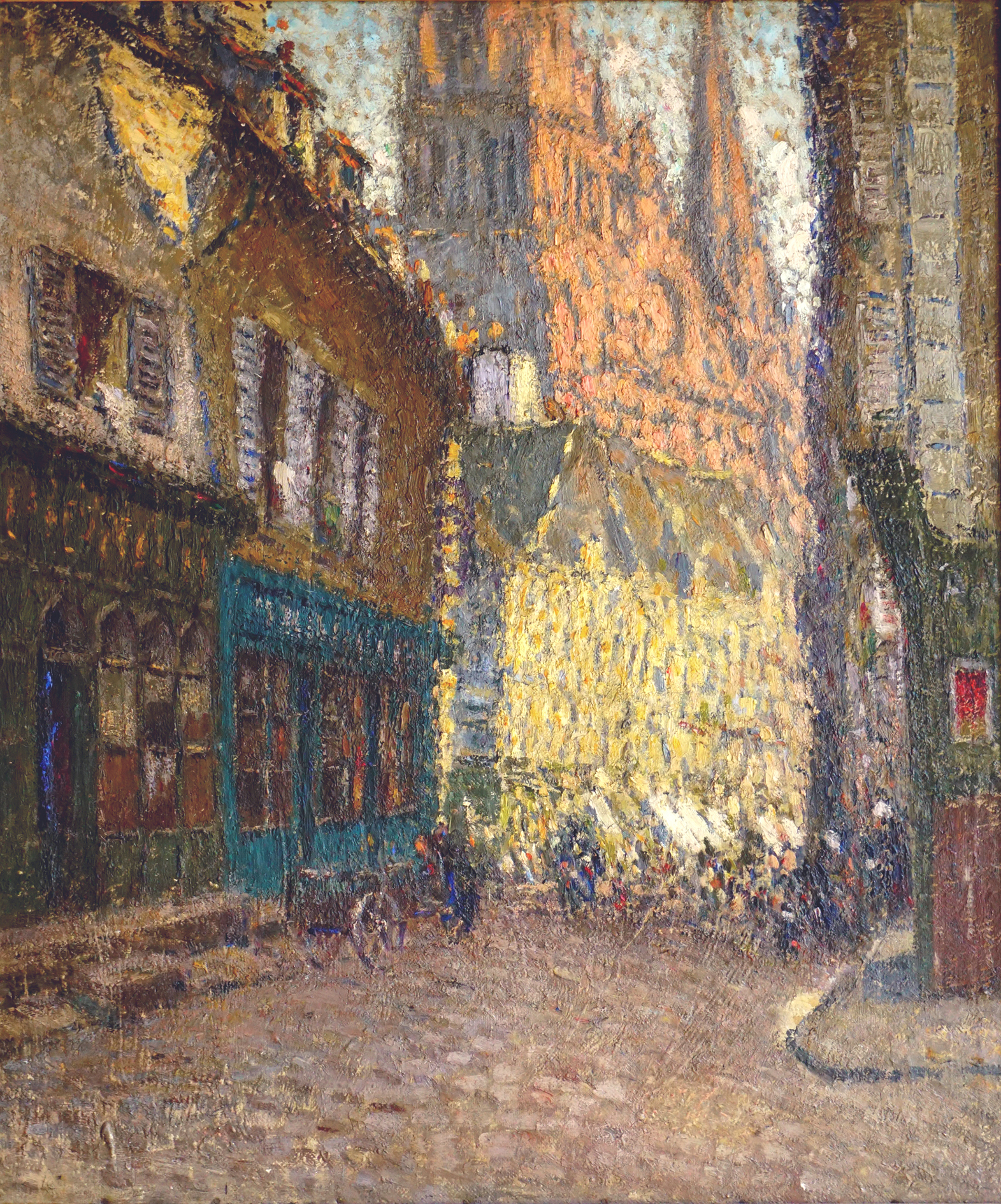
Rue à Vannes, 1910, collection privée.

L’adhésion de Joseph Lépine à la Société des artistes indépendants, en février 1905, aboutissement de son parcours dans la vie artistique parisienne, est une prise de position essentielle de l’artiste à l’intérieur du mouvement pictural de son temps. Pour un article publié en janvier 1932, il évoque lui-même « les luttes passionnées et ardentes aux Indépendants », et « les réunions d'autrefois à la Grande-Chaumière » : « Nous étions là trois français, le reste du groupe était formé d'étrangers. La discussion roulait sur tout, musique, philosophie, science, littérature, peinture, sculpture ; les russes surtout nous étonnaient ». Il parle de « dix-sept années » d'une certaine présence à Montparnasse (donc de 1897 à 1914), et il dit avoir connu « Gromaire, Matisse, Guérin, Dunoyer de Ségonzac, et surtout Paul Signac. »
Il peint surtout la Bretagne et la Corrèze, mais en gardant ce lien toujours très vivant avec la vie picturale de Paris. Moins facile et moins chatoyante qu’à ses débuts, sa peinture a pris de la force et développe des contrastes très accusés avec une montée de couleurs très vives et un contrepoint de brun qui n'existait pas jusque-là ; sa palette s'enrichit en particulier d’une gamme de jaunes flamboyants qu'il utilise volontiers en plein contraste avec l’ombre. Henry Bidou l'a finement décrit dans la Gazette des Beaux-Arts de mai 1910 : « De forts partis d’ombre font un paysage tout en saillants et en retraits accusés. Des pans de murs s'illuminent, des toits rouge brun ont un éclat sombre et soutenu, et les reflets dans l'eau déjà sombre acquièrent le maximum de leur puissance. » Louis Vauxcelles porte un regard similaire, dans La Vie artistique d’avril 1911, lorsqu’il distingue Lépine, analyste des vieux murs dorés par la lumière, mais voit aussi le bord de l’ombre se nuancer de violet comme le défendait Signac, et note cette dette à la technique Néo-impressionniste de la division du ton. Ce travail aboutit au premier achat de l'État au Salon des Indépendants de 1908 : Vieille boutique, mis en dépôt au Musée de Menton. Cet achat est suivi d’autres marques d'intérêt pour la peinture de Lépine. En 1908 et 1909, il est invité à participer aux deux premiers Salons de l’Allied Artists’ Association au Royal Albert Hall de Londres. 
En 1910, l'un de ses tableaux est reproduit dans le catalogue du Salon de la Nationale. En 1912, il bénéficie d'un second achat de l'État au Salon des Indépendants pour l'une des Nature morte qui deviennent une part essentielle dans sa création, et il est élu Sociétaire de la Nationale des Beaux-Arts. En 1913, il bénéficie d'un troisième achat de l'État pour l'une de ses Salle à manger qui appartient aujourd'hui au mobilier du Sénat, et il expose aussi au Salon d'Automne. 1914 se termine avec sa participation au jury du Salon de la Nationale qui fut aussi le moment de ses échanges avec Maurice Denis.
Cette période s’accompagne d’une métamorphose progressive de sa peinture : les contrastes cèdent la place à un éclat coloré beaucoup plus clair, et les touches se font plus fines ; les Natures mortes prennent la place principale avec ses nombreuses Tables noyées dans la nature, et un véritable cycle de la Salle à manger jalonne cette évolution.

### Signac, Antibes et la Grande guerre

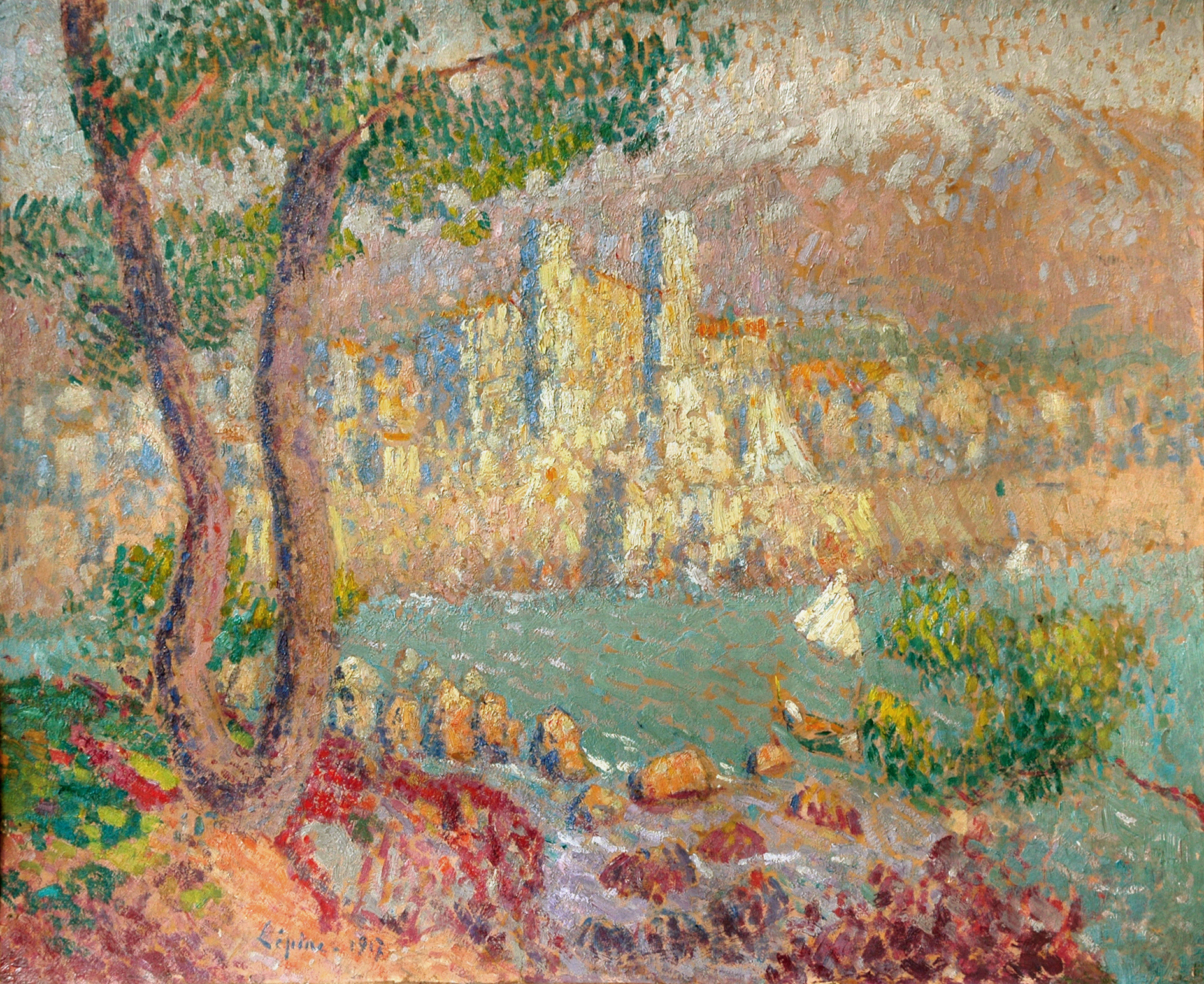
Les tours d'Antibes, harmonie rose, 1917, collection privée.

La Guerre disperse les relations, et brise l’élan que venait de prendre, trop récemment, sa carrière : Lépine doit poursuivre sa création dans une certaine solitude. Âgé de cinquante ans en 1917, Lépine se trouve à Antibes au milieu de sa vie de peintre : il a tracé 25 ans plus tôt ses premiers croquis, et il posera 25 ans plus tard ses dernières touches. Ce moment et ce lieu marquent aussi le temps le plus fort de sa relation avec Paul Signac.
Si Lépine livre alors ses quelques toiles les plus pointillistes, s’il s’enrichit de ses essais avec la couleur et la lumière, il ne s’accorde pas au systématisme d’une formule et s’éloigne clairement de Signac ; il n’exposera plus jamais aux Indépendants. Ces expériences rejoignent cependant la grande liberté déjà prise avec la couleur, et les écarts subtils introduits dans la perspective, ou dans l’effacement des limites rigides. Ses compositions s’évanouissent maintenant dans l’abstraction des touches à mesure qu’elles se rapprochent du bord du tableau, ce qui crée un effet d’émergence du motif entre le cadre et le cœur du sujet.  Au retour d’Antibes, Lépine semble ne plus bouger beaucoup jusqu’à l’armistice de 1918 et un peu au-delà. Il plante son chevalet le long du Val de Garonne, entre Bordeaux et Langon, souvent à Verdelais, et il reprend une brillante série de Natures mortes sur des tables de jardin.
Lépine revient ensuite à plusieurs reprises dans le Midi, peut-être de nouveaux passages à Antibes, et certainement sur la baie de Saint-Tropez ; la Côte d'Azur et le Val de Garonne se partagent alors son attention. Puis, vers 1925, il retourne à Paris et se laisse séduire par Notre-Dame : tous les angles et toutes les heures l’y retiennent, et ce lieu lui inspire les inépuisables variations de sa palette ; il repasse aussi par la Bretagne où il traite par exemple le clocher de Saint-Tugen de façon très similaire aux tours de Notre-Dame de Paris. Ces expériences après celles de la  Rue à Vannes  ou de la  Cathédrale de Quimper  ont rapidement conduit Joseph Lépine face aux cathédrales d’Amiens puis de Rouen.

### Entre la matière et la lumière

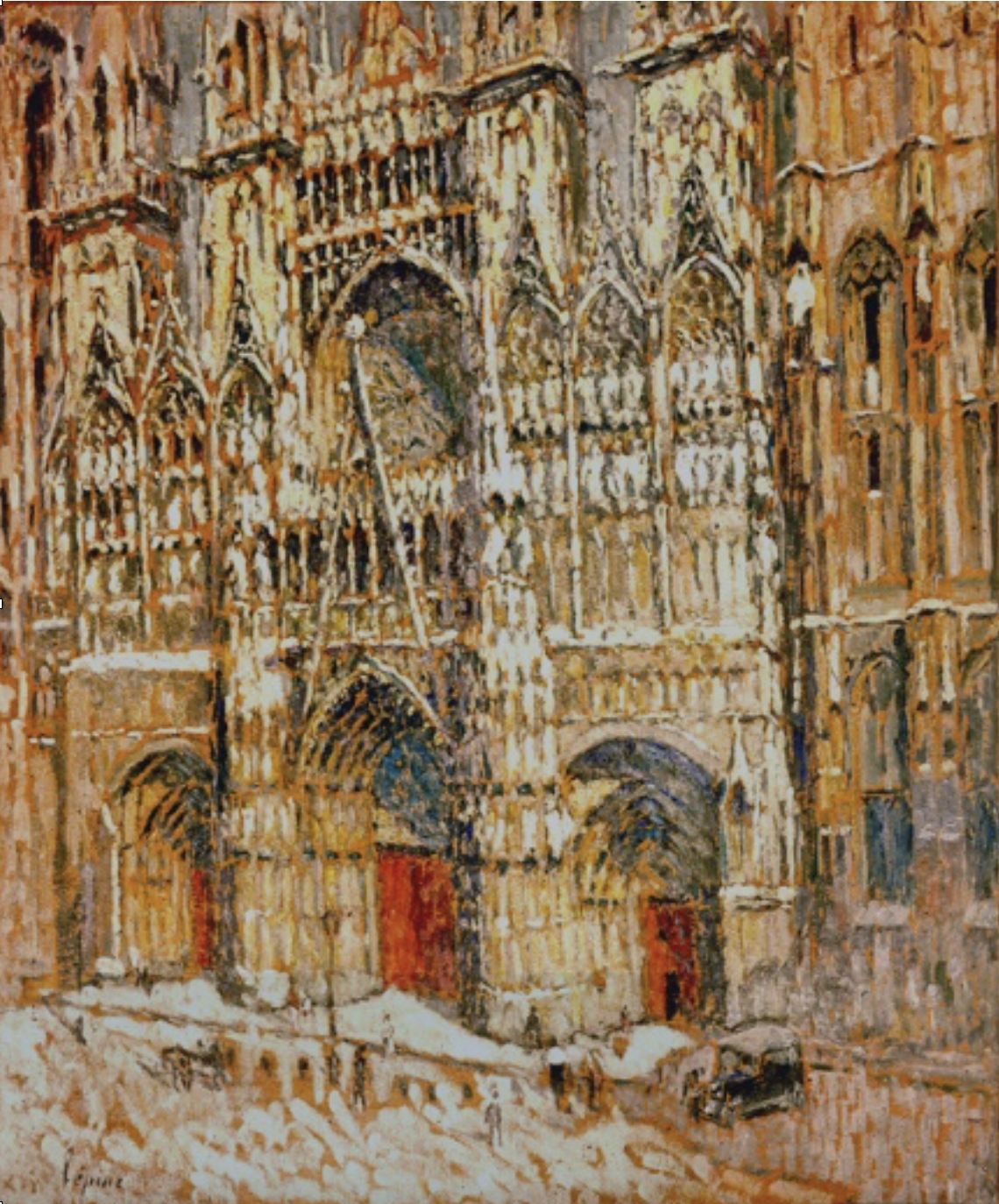
Cathédrale de Rouen en plein soleil, collection privée.

Lépine a toujours aimé les vieux murs baignés de soleil, mais avec sa série des Cathédrales, de 1926 à 1928, la façade de pierre occupe à elle seule toute la surface du tableau, l’ancienne fascination se fait à Rouen, hommage et confrontation à Monet, et devient finalement un nouveau tournant dans sa facture.
Il introduit une couche de préparation de couleur sableuse très claire sur son support, les interstices vierges des « réserves » perdent leur caractère éteint et mat, et cette transformation du fond « met en lumière » la force des pigments. Il cherchait, comme tous les coloristes, à faire monter la saturation des pigments sans rien perdre de la clarté, réunir ainsi matière et lumière, et obtenir à la fois l’intensité et l’éclat ; cette recherche commencée à Martigues, Treignac, Vannes et Antibes trouve ainsi son aboutissement à Rouen. Cette élaboration très attentive à la facture rejoint alors son intérêt ancien pour le pastel, et s’accompagne d’un investissement important de la gravure et du monotype.
Si Bordeaux reste son port d’attache, ses déplacements n’ont jamais été aussi diversifiés : Val de Garonne, Corrèze, Bretagne, et Côte d’Azur. Il reprend des motifs déjà traités avec sa nouvelle facture, mais autour de 1930, il semble partout se trouver face à face avec l’éblouissante fascination de murs nus sans aucune ouverture. Il aime les traiter avec une intense suggestion tactile qui nous rapproche, nous ramène aux impressions archaïques de chaleur et d’attachement, et la nature tout autour ne sert qu’à les enchâsser ; il offre là un mélange de beauté et d’ascétisme.

### Retour à Paris et décès
L’année 1933 est un tournant de son existence bien davantage que de son style : marquée d’abord par le décès de sa mère à l’âge de 94 ans, elle est surtout le moment où sa figure émerge de plus en plus à Bordeaux. Jean-Gabriel Lemoine, le Conservateur du Musée, constate que « le succès qu’il avait attendu ici commençait à lui venir. Ses disciples et ses élèves bordelais s’en réjouissaient. Son nom ici commençait à faire autorité ». La critique le distingue nettement, et ce sont les jeunes peintres qui lui manifestent le plus de sympathie. En 1939, la ville de Bordeaux fait entrer son Paysage près de Verdelais dans les collections du Musée des Beaux-Arts. Et en 1941, l’État effectue un dernier achat au peintre, la Vue des quais de Bordeaux à Saint-Michel, déposée ensuite au Musée de Libourne. 
Cette période s’illustre par des lieux nouveaux où il aime peindre : les rives de la Dordogne autour de Branne, avec son pont métallique, ou Saint-André-de-Cubzac, avec ses variations au fil des saisons. Il continue aussi de peindre au long de la Garonne des villages comme Langoiran, Baurech, Cambes, Floirac, et il effectue un dernier séjour en Bretagne autour de 1935. Les figures ne sont pas absentes de ce bouquet final. Paris y prend une place grandissante. René Muñoz a raconté le passage à Bordeaux du peintre Anders Osterlind, et la force de sa conviction : « Mais c’est à Paris qu’est votre place ! » Membre titulaire au Salon des Tuileries, Osterlind  introduit Lépine à ce Salon dès 1939, ainsi qu’à la Galerie de Madame Bourdon où il fait partie des peintres permanents avec Georges d’Espagnat, Othon Friesz, ou Abel Bertram,.
La chronologie du courrier connu montre que Lépine repart une dernière fois à la fin de 1942, à l’âge de 75 ans. Il s’installe dans un hôtel de l’Ile Saint-Louis, tout près de lieux qu’il aime peindre : Notre-Dame, et les bords de la Seine avec la petite place d’où l’on voit Saint-Gervais. Mais ce sera pour lui un isolement presque complet avec la peinture. Les difficultés matérielles augmentent avec les restrictions dues à l'Occupation, et l'hiver fut particulièrement froid cette année-là. Lépine ne manque heureusement ni de volonté, ni de résistance physique, et quelques lettres de lui témoignent de son acharnement passionné au pied de Notre-Dame ou sur la butte Montmartre.
En novembre 1942, il travaille justement à Montmartre : « Lundi, je pensais malgré cette splendide lumière mourir de froid. J'étais dans l'ombre d'un haut mur, un peu de bise, je tins plus de trois heures. Mardi le temps était très très froid, pur et radieux. Au bout de deux heures, j'ai dû filer. Mes doigts peu obéissants mettaient la couleur à côté, et j'eus peine à refaire tous mes paquetages. Heureusement qu'il y a les 210 marches à descendre deux par deux : ça vous ravigote ; avec en bas une mauvaise boisson appelée mélange, mais bouillante ; et vite le métro où il fait si chaud. (...) Ce jour-là, je n'ai vu là-haut aucun peintre à travailler. » Dans ces mêmes lettres, sa solitude apparaît poignante, et seules les nouvelles de sa sœur ou de ses amis constituent pour lui un rayon de soleil. Mais il vend suffisamment de tableaux pour pouvoir prolonger son séjour à Paris : ses amis lui en vendent à Bordeaux et Mme Bourdon lui en redemande sur place.
À quelques semaines de sa mort, dans le froid et la solitude dont témoignent ces lettres de Paris, Lépine dresse l'une de ses dernières esquisses sur le drap qui lui sert de toile, et dont le bord porte encore les initiales brodées de son précédent usage. Quelques coups de pinceau ébauchent le quai de la Seine et l'architecture de Notre-Dame, dans l'une des versions qu'il ne terminera jamais ; un fantôme blanc dresse la silhouette, en négatif, d’un personnage prévu dans l'axe de la tour mais qui reste aussi pour toujours en attente. Deux points colorés, l'un orangé et l'autre vert, marquent sa dernière intention de peintre ; l'empreinte de sa facture personnelle, en même temps que son point final.
À l'hôpital de l'Hôtel-Dieu, presque au parvis de Notre-Dame où il a si souvent travaillé, il subit deux interventions. Sa santé semble évoluer favorablement, mais l'armée d’occupation réquisitionne tout le sérum du type que nécessite son traitement : son état s'aggrave immédiatement, et il décède le 23 juillet 1943 à Paris.

## Œuvre

### Collections publiques

#### Dessins
- Dessins au fusain, 24 feuillets, vers 1898, musée des beaux arts de Bordeaux

#### Peintures
- Musée des Beaux-Arts de Bordeaux
  - Nu féminin, don de René Muñoz,
  - Table à l'ombre, achat de 1947,
  - Église de Beaulieu, Côté chemin,
  - Paysage près de Verdelais, exposé au salon de la SAAB  en mars 1939,
  - Temps gris à Verdelais, acheté en 1946 à Marthe Lépine, soeur du peintre,
- Musée des Beaux-Arts de Mulhouse, Rue à Vannes, legs Rivoire en 1913, probablement la version exposée au salon SNBA de 1910
- Musée de Menton, Vieilles boutiques, exposé au Salon des Indépendants en 1908, il s'agit du premier achat de l'Etat
- Musée des Beaux-Arts de Blois, Nature morte à Cabaret (Finistère), exposé au Salon des Indépendants en 1912, achat par l'Etat
- Musée des Beaux-Arts de Libourne
  - Vue des quais de Bordeaux, achat de l'Etat en 1941,
  - La maison dans les arbres, don de René Muñoz
- Ville de Mérignac
  - Nu féminin,
  - Maisons à Croizie (Corrèze),
  - Côte d'Azur, près de Cavalaire,
- Palais du Luxembourg, mobilier public du Sénat, Salle à manger, datée 1912, exposée au salon SNBA de 1913
- Ville de Soulac, Fondation Soulac-Médoc, Paysage de Corrèze,

#### Gravures
- Gravures sur bois, six feuillets, Musée des Beaux-Arts de Bordeaux
- Eau forte, une épreuve, Musée des Beaux-Arts de Bordeaux

#### Pastels
- Paysage avec meule, Musée des Beaux-Arts de Bordeaux

### Collections privées
L'on compte près de 600 peintures à ce jour, la plupart se trouvant encore en région bordelaise.

## Galerie

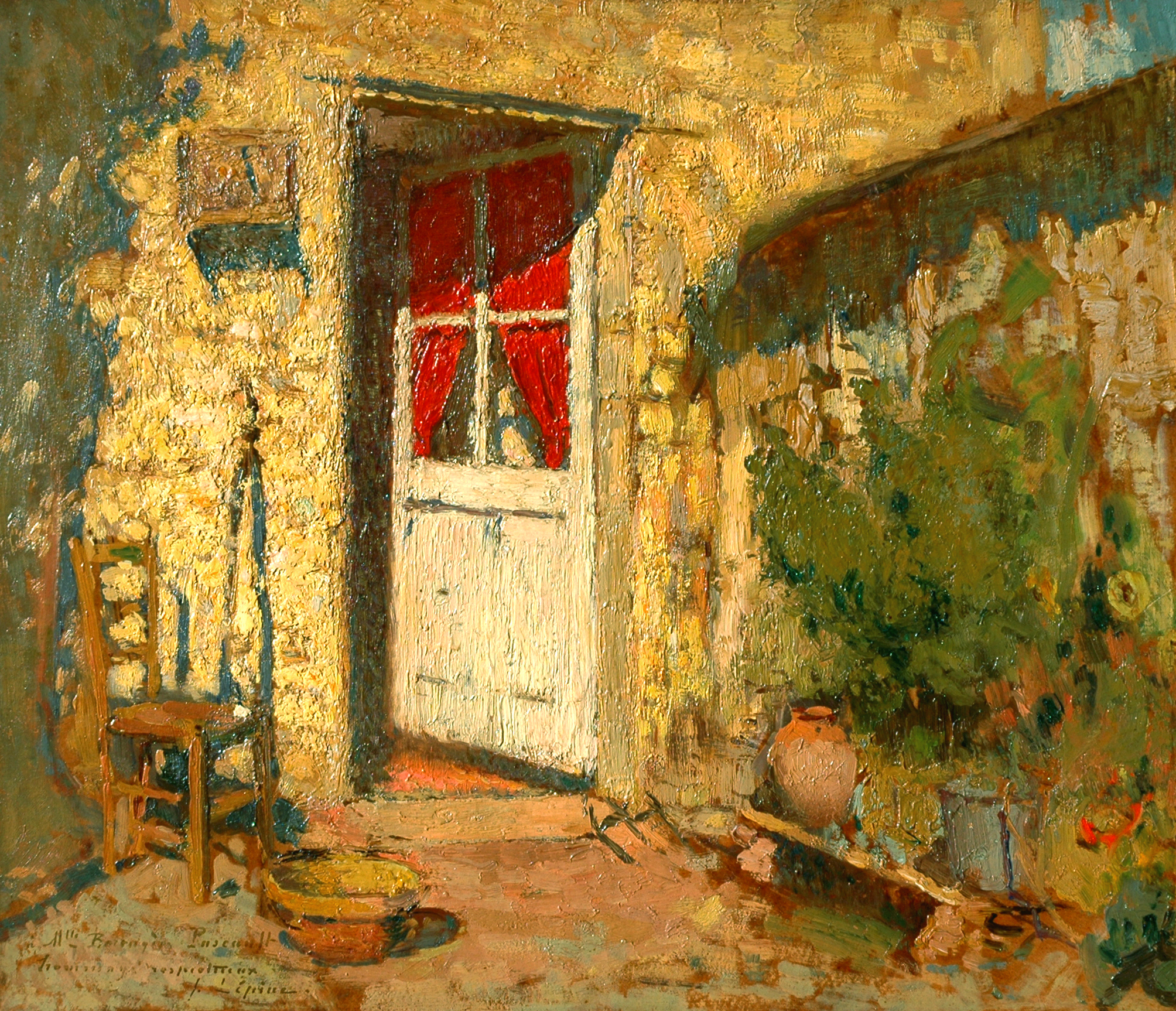
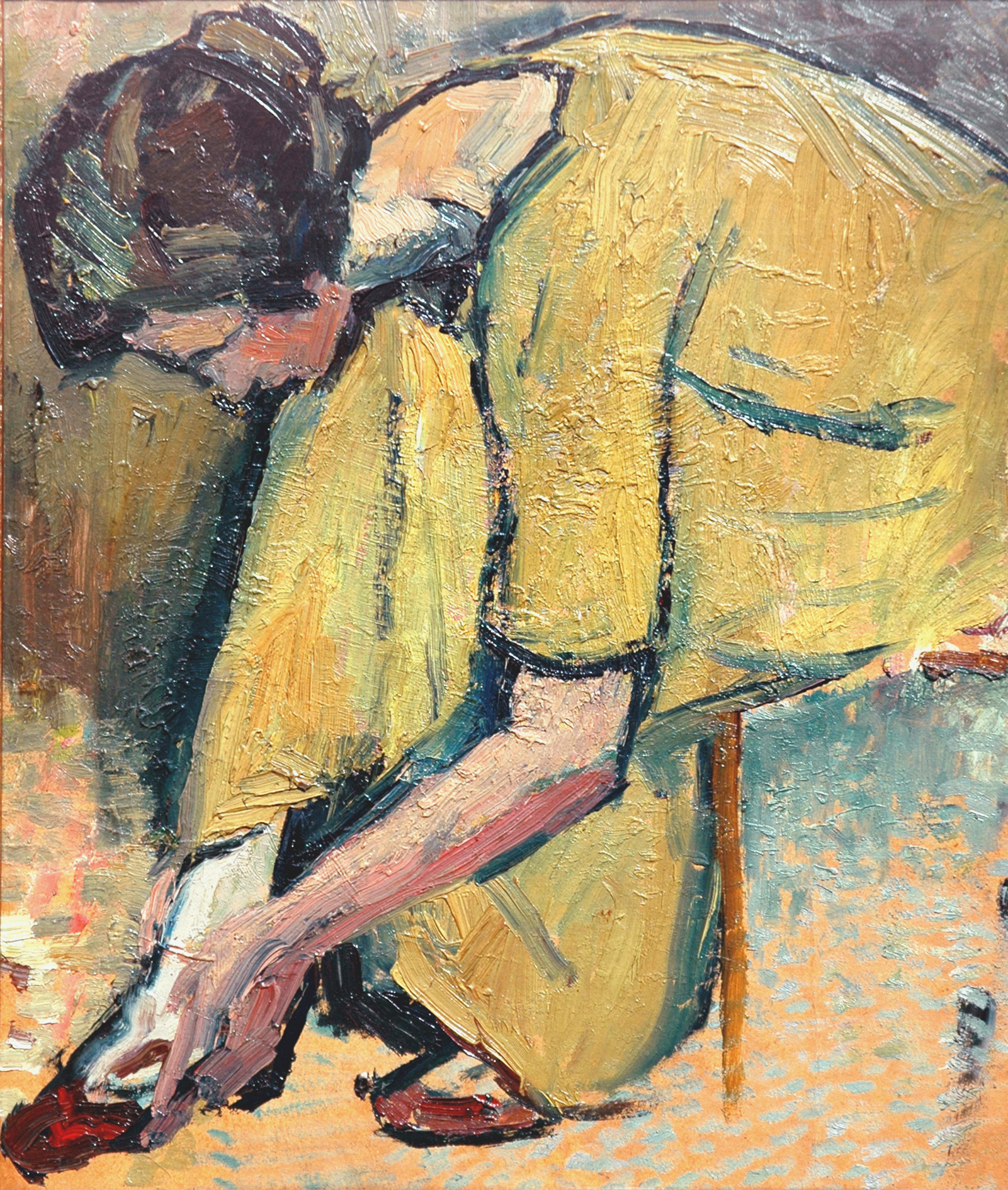
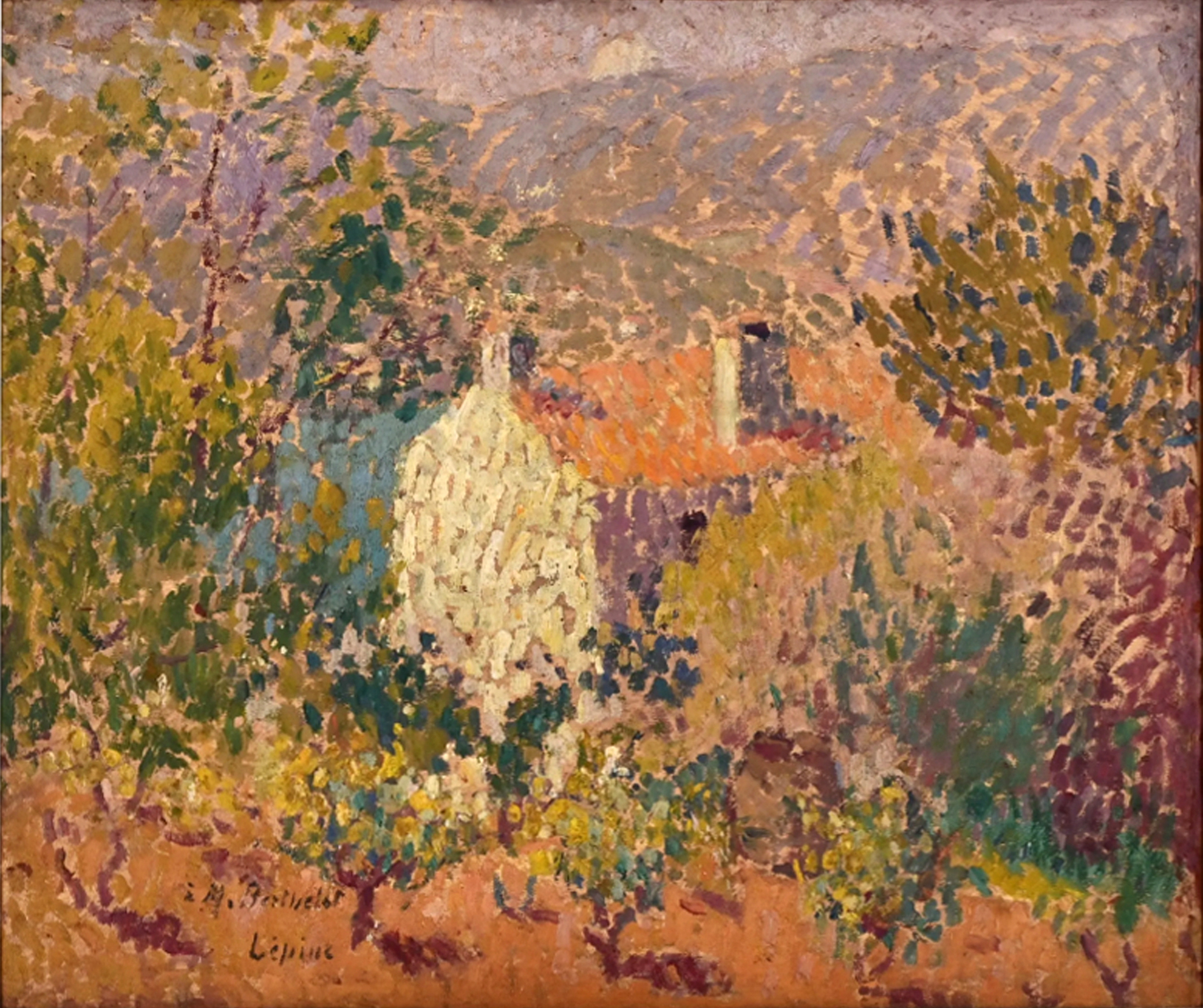
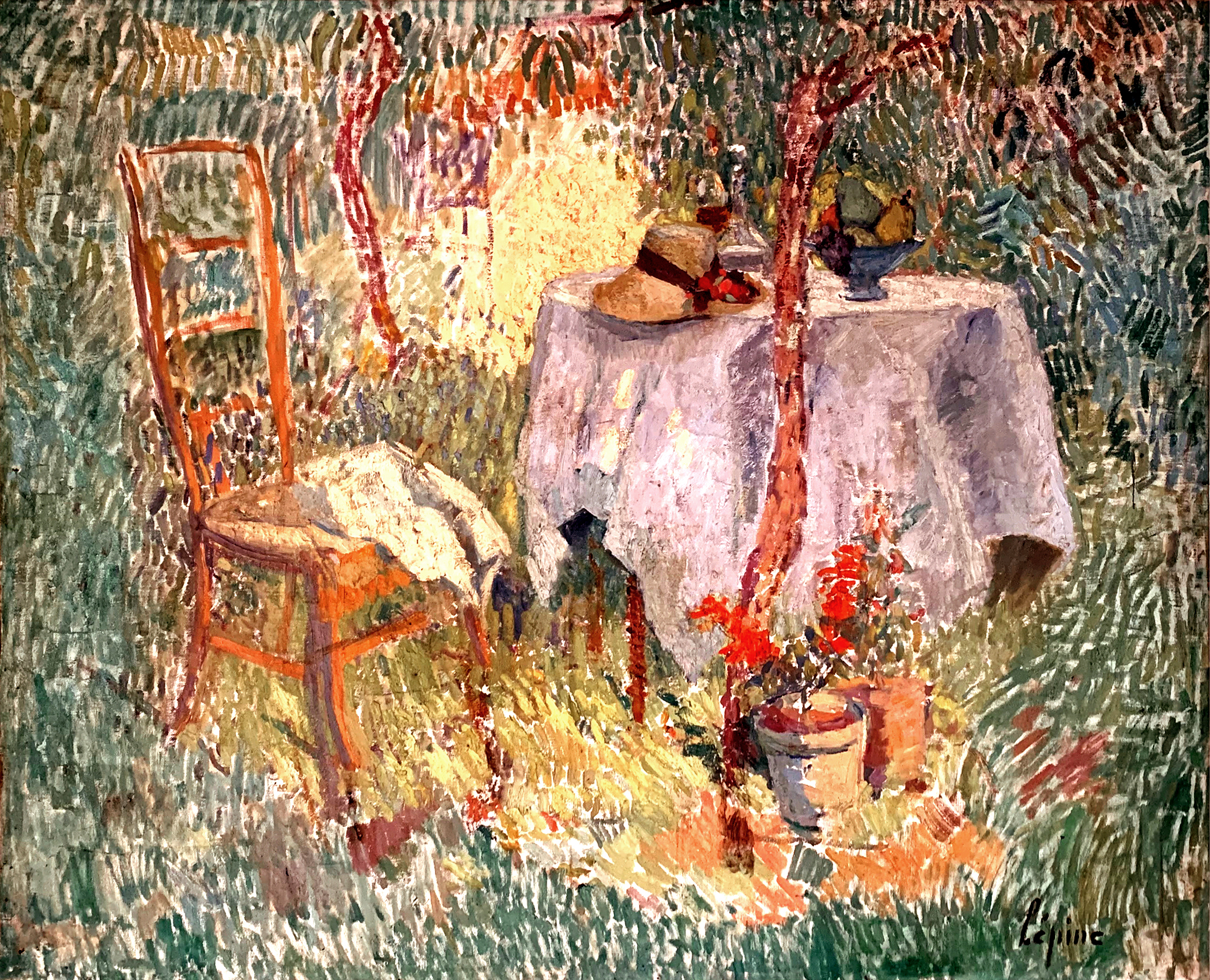
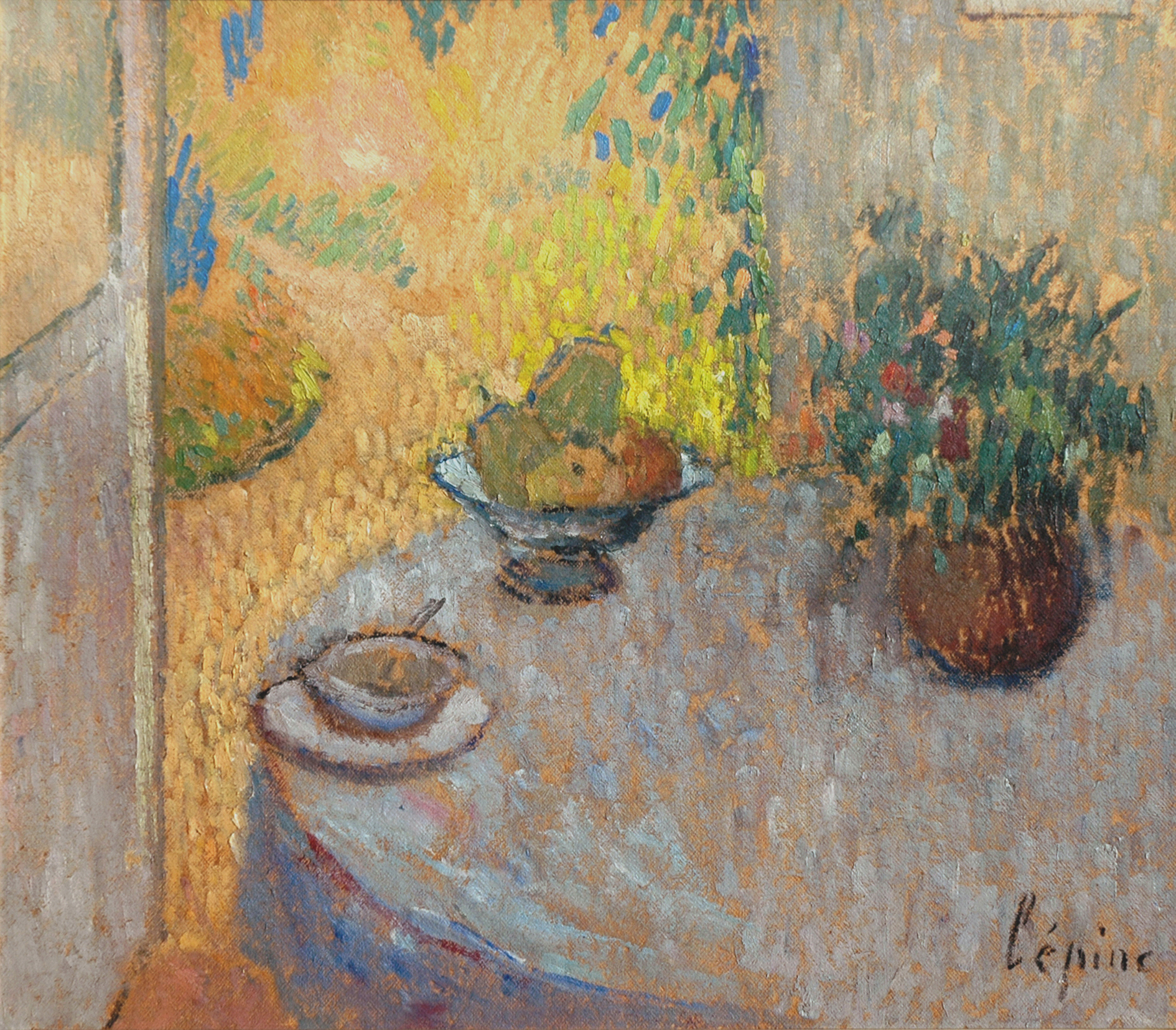
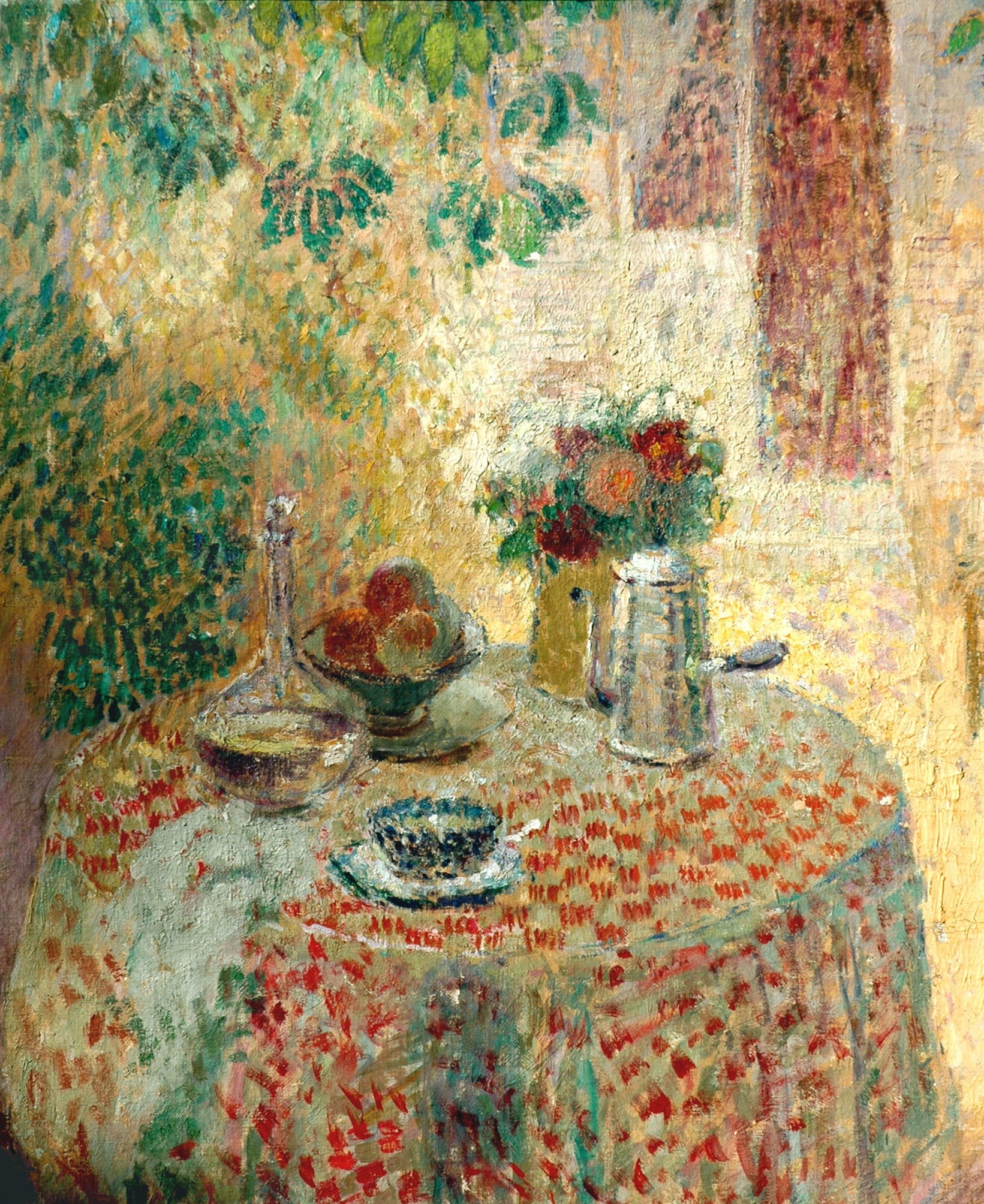
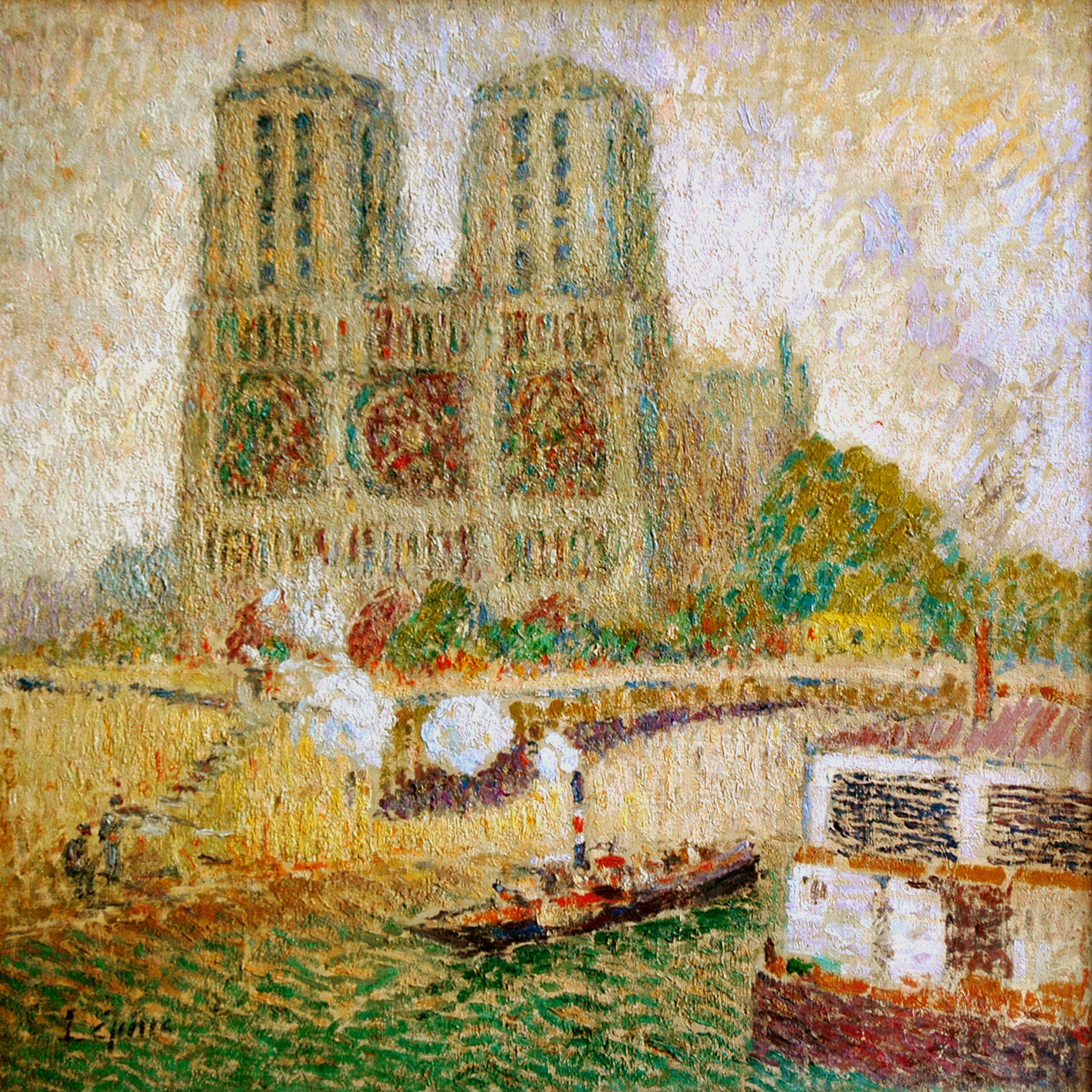
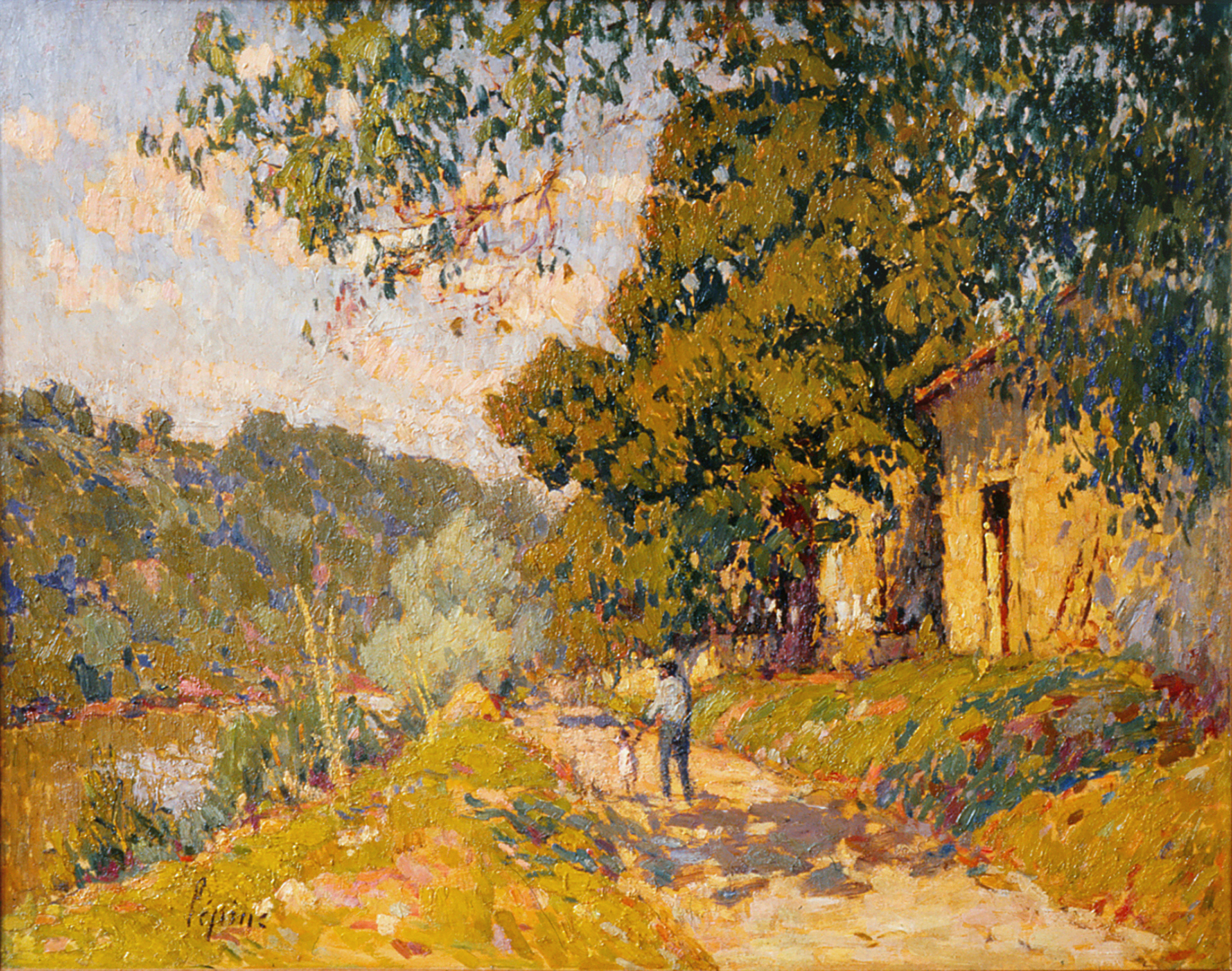
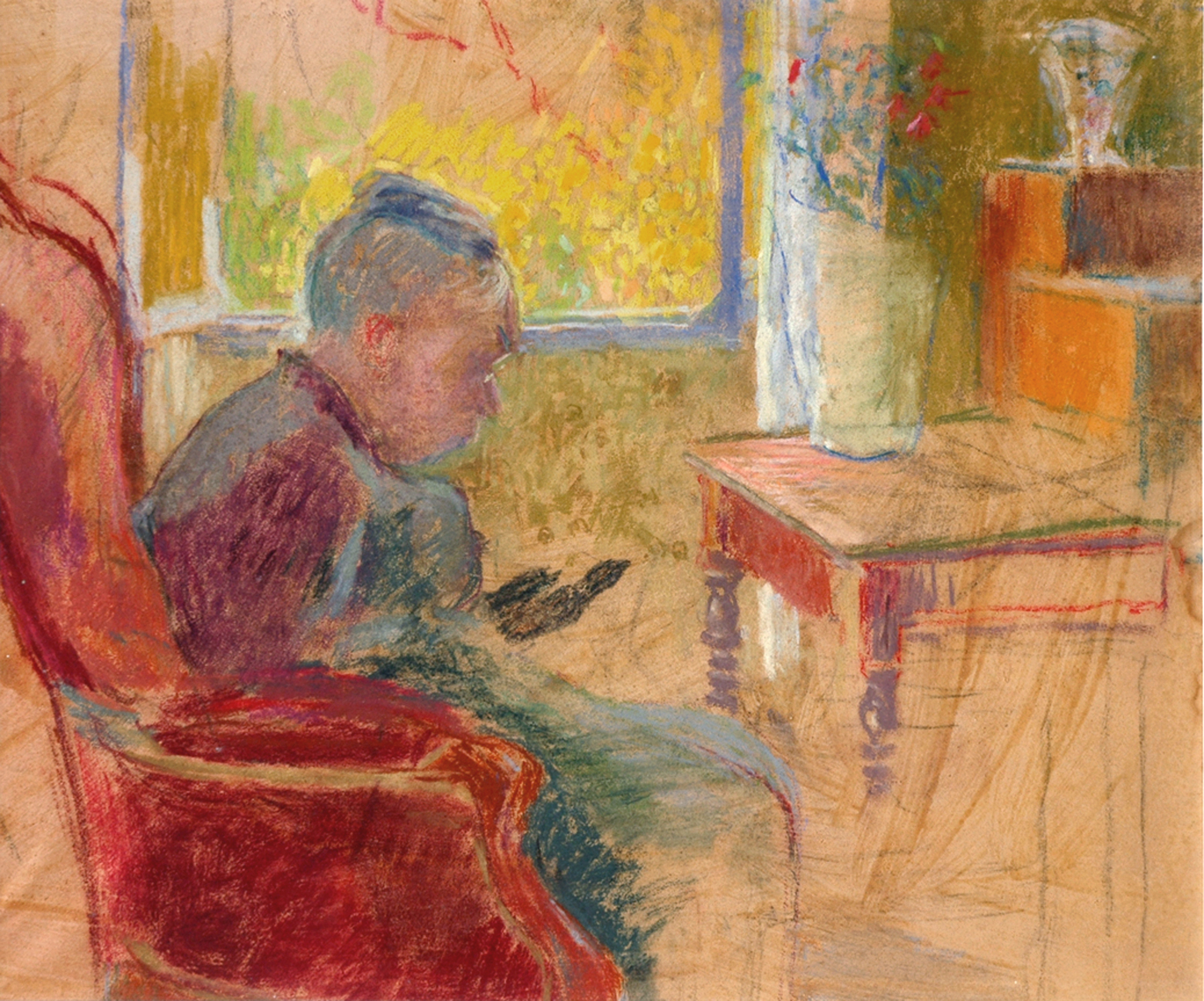
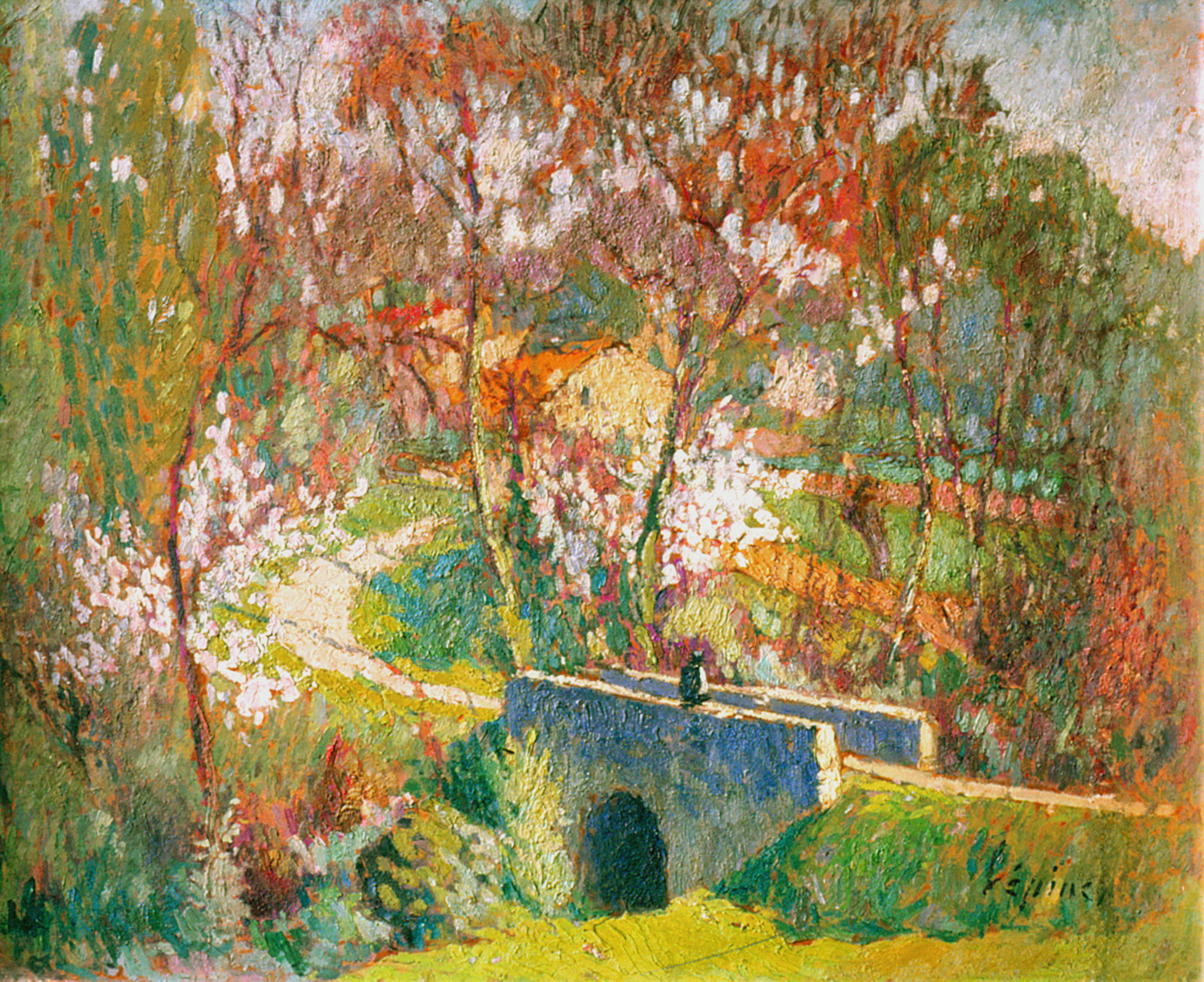
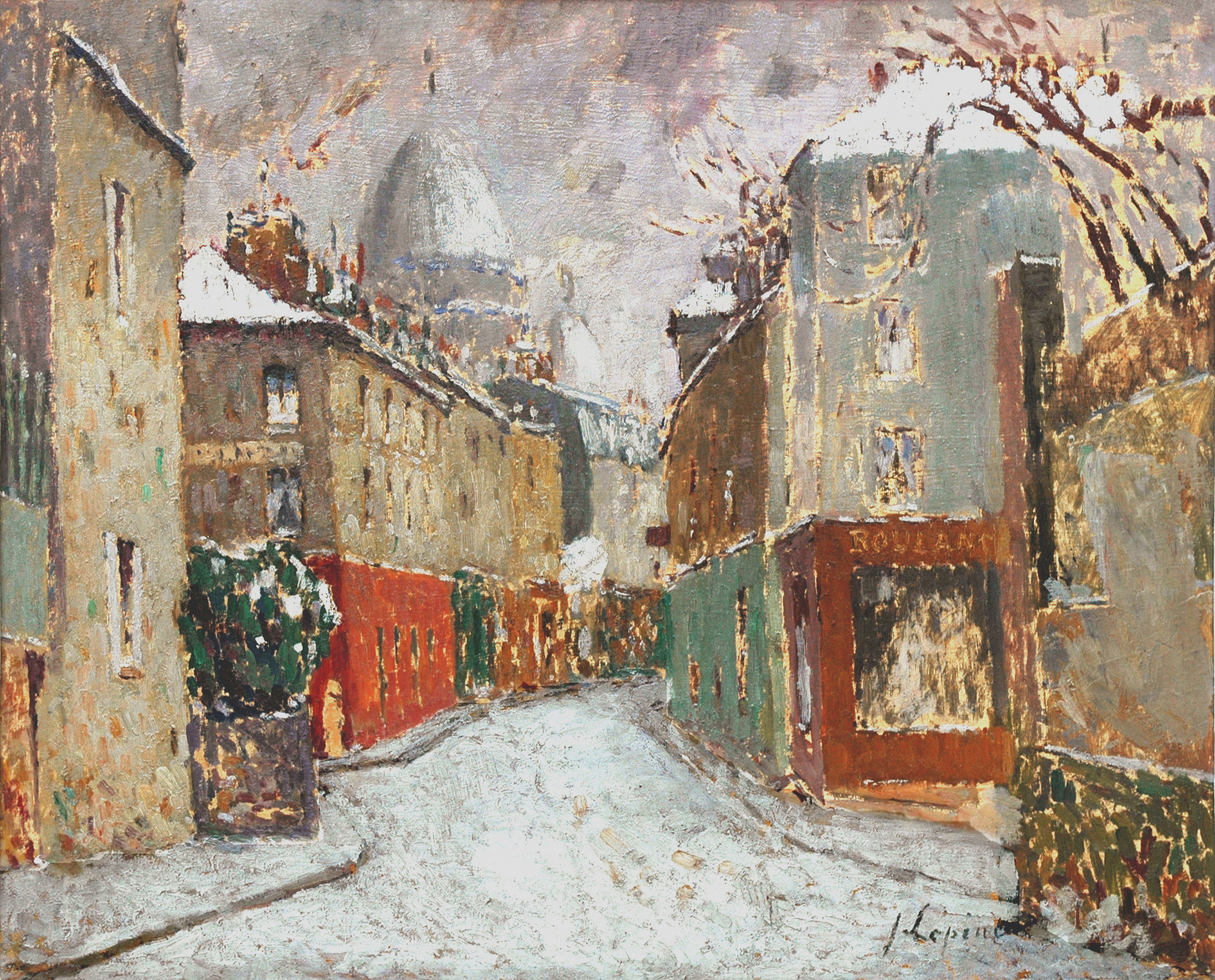
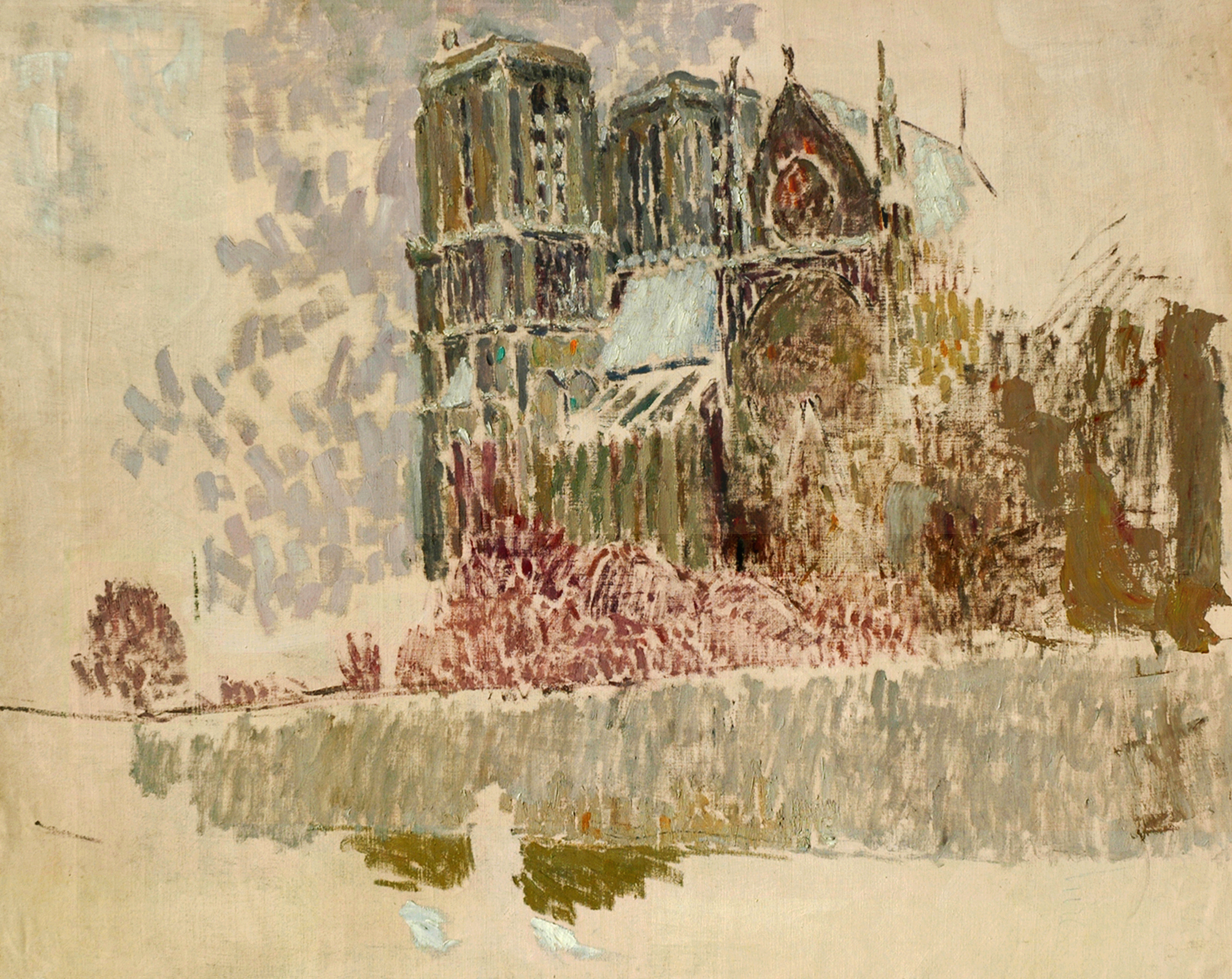

## Expositions
- 1946 : Hommage à Joseph Lépine  auquel est consacré le Vème Salon de Noël, du 14 décembre 1946 au 6 janvier 1947, à la Galerie Georges Faure, sous le haut patronage de Monsieur le Maire de Bordeaux. La liste des 50 peintures et 18 œuvres sur papier est précédée d’une introduction par Jac Belaubre.
- 1947 : Rétrospective des Maîtres bordelais contemporains, au Musée des Beaux-Arts de Bordeaux, du 1er au 28 février. Catalogue de L’Atelier, Bordeaux 1947.
- 1958 : Exposition de 24 peintures d'une collection privée à Voulx, dates inconnues.
- 1985 : Rétrospective Joseph Lépine par la Ville de Mérignac (Bordeaux Métropole), du 29 janvier au 28 février 1985 avec 96 peintures et 49 œuvres sur papier, toutes reproduites au catalogue et une présentation du peintre par Philippe Greig.
- 2021 : Rétrospective Joseph Lépine,  à Eysines (Bordeaux Métropole), du 13 octobre au 12 décembre 2021[18] avec 88 peintures et 42 oeuvres sur papier, Catalogue avec une présentation de Pierre Brana.